# De ooievaar en de aap

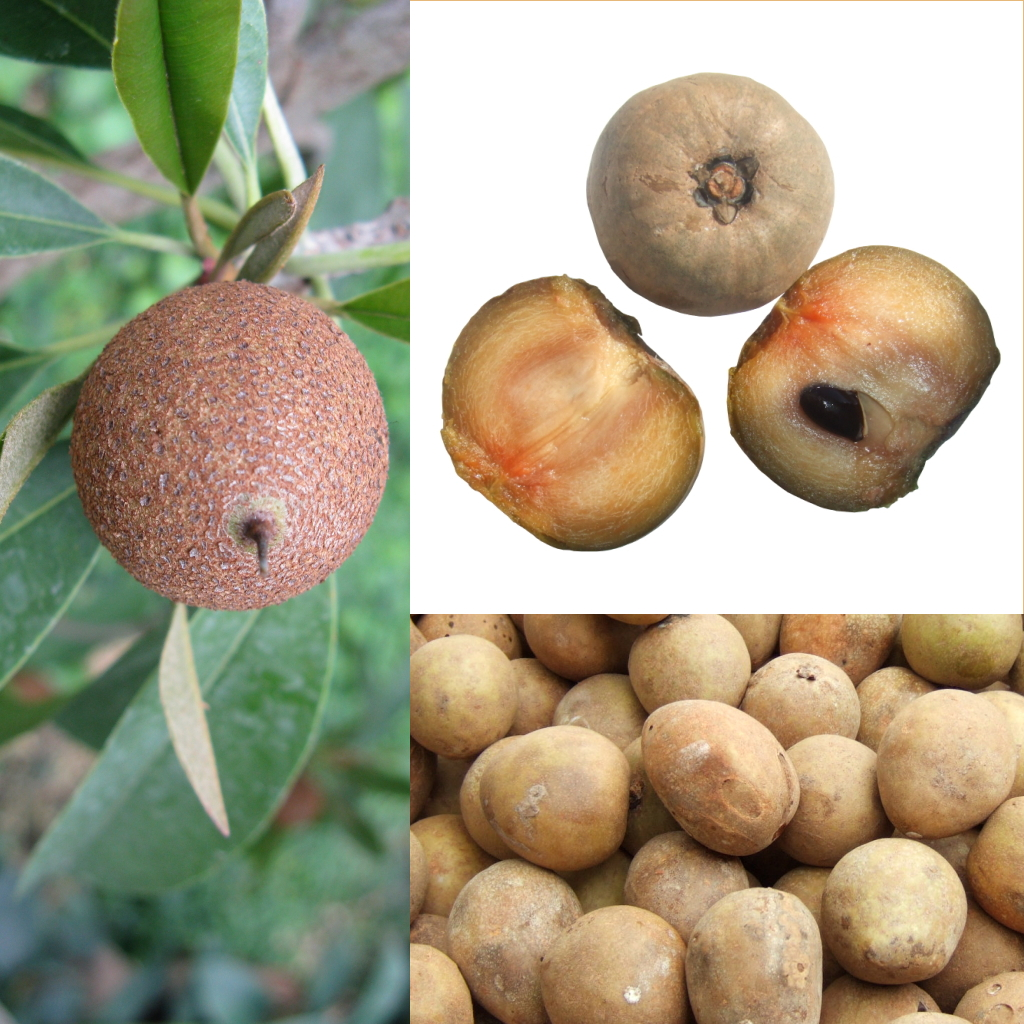
Sapodillavruchten.

De ooievaar en de aap is een volksverhaal uit Indonesië.

## Het verhaal
Er was een ooievaar bevriend met een aap, hij helpt hem vaak. De aap doet niks terug, op een dag vangt de ooievaar vis in een vijver. De aap eet bijna alles en verstopt een deel, de ooievaar is verdrietig. Als de hongersnood uitbreekt, vraagt de aap of de ooievaar mee gaat naar het eiland Medang. Volgens de aap is er een overvloed aan kikkers. Het is een list, er zijn sappige sapodillavruchten en de aap kan geen boot lenen. De aap zegt tegen de ooievaar dat hij op het eiland een boot van klei zal maken.
De ooievaar is erg moe als ze op het eiland aankomen. De aap gaat meteen naar de vruchten en de ooievaar vindt geen enkele kikker. Hij eet krabben, maar wordt misselijk en zijn buik wordt blauw. De ooievaar wil terug vliegen en is te zwak om de aap mee te dragen. De aap schaamt zich over zijn grootspraak en vraagt of de ooievaar mee wil zoeken naar klei.

## Achtergronden
- Zie ook De ooievaar en de vos.